# Saint-Génis-des-Fontaines
Saint-Génis-des-Fontaines (katalanska: Sant Genís de Fontanes) är en kommun i departementet Pyrénées-Orientales i regionen Occitanien i södra Frankrike. Kommunen ligger i kantonen Argelès-sur-Mer som tillhör arrondissementet Céret. År 2022 hade Saint-Génis-des-Fontaines 2 985 invånare.

## Befolkningsutveckling
Antalet invånare i kommunen Saint-Génis-des-Fontaines
| Referens: INSEE |